# Windsor (Missouri)
Windsor é uma cidade localizada no estado americano de Missouri, no Condado de Henry e Condado de Pettis.

## Demografia
Segundo o censo americano de 2000, a sua população era de 3087 habitantes.
Em 2006, foi estimada uma população de 3277, um aumento de 190 (6.2%).

## Geografia
De acordo com o United States Census Bureau tem uma área de
6,2 km², dos quais 6,1 km² cobertos por terra e 0,1 km² cobertos por água. Windsor localiza-se a aproximadamente 258 m acima do nível do mar.

## Localidades na vizinhança
O diagrama seguinte representa as localidades num raio de 24 km ao redor de Windsor.